# 陈植 (林学家)
陈植（1899年—1989年），字养材，上海崇明人，中国林学家、造园学家。

## 生平
陈植毕业于日本东京帝国大学，1949年前先后执教于金陵大学、中央大学、河南大学，1949年，任南昌大学农学院林学系教授；1952年，院系调整到华中农学院林学系；1955年，华中农学院林学系并入南京林学院；陈植毕生致力于林业教和学术研究，致力于研究中国造园艺术，编写《造园学概论》一书，倡议成立“中华造园学会”，强调“造园”和“园林”的区别：“造园一词包括庭园、苑囿、公园（都市或天然）、名胜古迹及其性质类似的各项措施，如环境保护、国土美化、风景资源开发及旅游事业的开展与经营等等”。“造园学则是包括农学、林学、生物学、工程学、气候学、地理学、美学等的独立综合性科学。”
晚年编撰《中国历代名园记》和《中国造园史》二书，内容详尽，是文物部门修复园林时重要的参考书。校注整理古典园林经典文献《园冶》，《长物志》，整理成《园冶注释》、《长物志校注》，为中国古典园林研究打下坚实的文献基础，在国内外影响深远。